# 八雲車站
八雲車站（日语：／ Yakumo eki */?）是一由北海道旅客鐵道（JR北海道）所經營的鐵路車站，位於日本北海道二海郡八雲町，是JR北海道函館本線沿線的主要車站之一，也是所在地八雲町的主車站。特急列車「北斗」的停靠站。過往也曾是包括臥舖特急「北斗星」、「仙后座」與快速「鳶尾花」（アイリス）停車站。
縱然是其中一個特急停車站，但其外圍的車站都因為人湮稀少及使用率過低而遭廢站。撇除特急列車外，現時只提供每天上、下行各六班的普通列車來往函館與長萬部之間（但最後一班上行列車則只營運至森）。
目前屬於整備新幹線一部份、正在計畫中的北海道新幹線也有在八雲町的範圍內設置車站的計畫，但是預計選址的位置會與目前的八雲車站不同，並暫訂稱為「新八雲」。

## 車站構造
站舍接連的側式月台1面1線、較遠的島式月台1面2線，組成2面3線的地面車站。此站此有數條側線，月台自站舍側起編號。月台之間的移動需使用跨線橋。待避線由上行的貨物列車待避使用。

### 月台配置
| 月台 | 路線      | 方向 | 目的地                   |
| ---- | --------- | ---- | ------------------------ |
| 1    | ■函館本線 | 上行 | 森、函館方向             |
| 2    | ■函館本線 | 下行 | 長萬部、東室蘭、札幌方向 |
| 3    | ■函館本線 | 下行 | 貨物列車待避             |

## 相鄰車站
北海道旅客鐵道（JR北海道）
■函館本線
■特急「北斗」
森（H62）- 八雲（H54）－長萬部（H47）
■普通
山越（H55）－八雲（H54）－（鷲之巢信號場）－山崎（H52）
註：鷲之巢站於2016年3月26日被廢站，降格為不提供客運的信號場。

## 外部連結
- JR北海道 八雲站（页面存档备份，存于）（日語）